# USS Liscome Bay (CVE-56)
Авіаносець «Лайском Бей» (англ. USS Liscome Bay (CVE-56)) — ескортний авіаносець США часів Другої світової війни, типу «Касабланка». Названий на честь однойменної затоки на південному узбережжі острова Долла (англ. Dall Island) в Архіпелазі Олександра, Аляска

## Історія створення

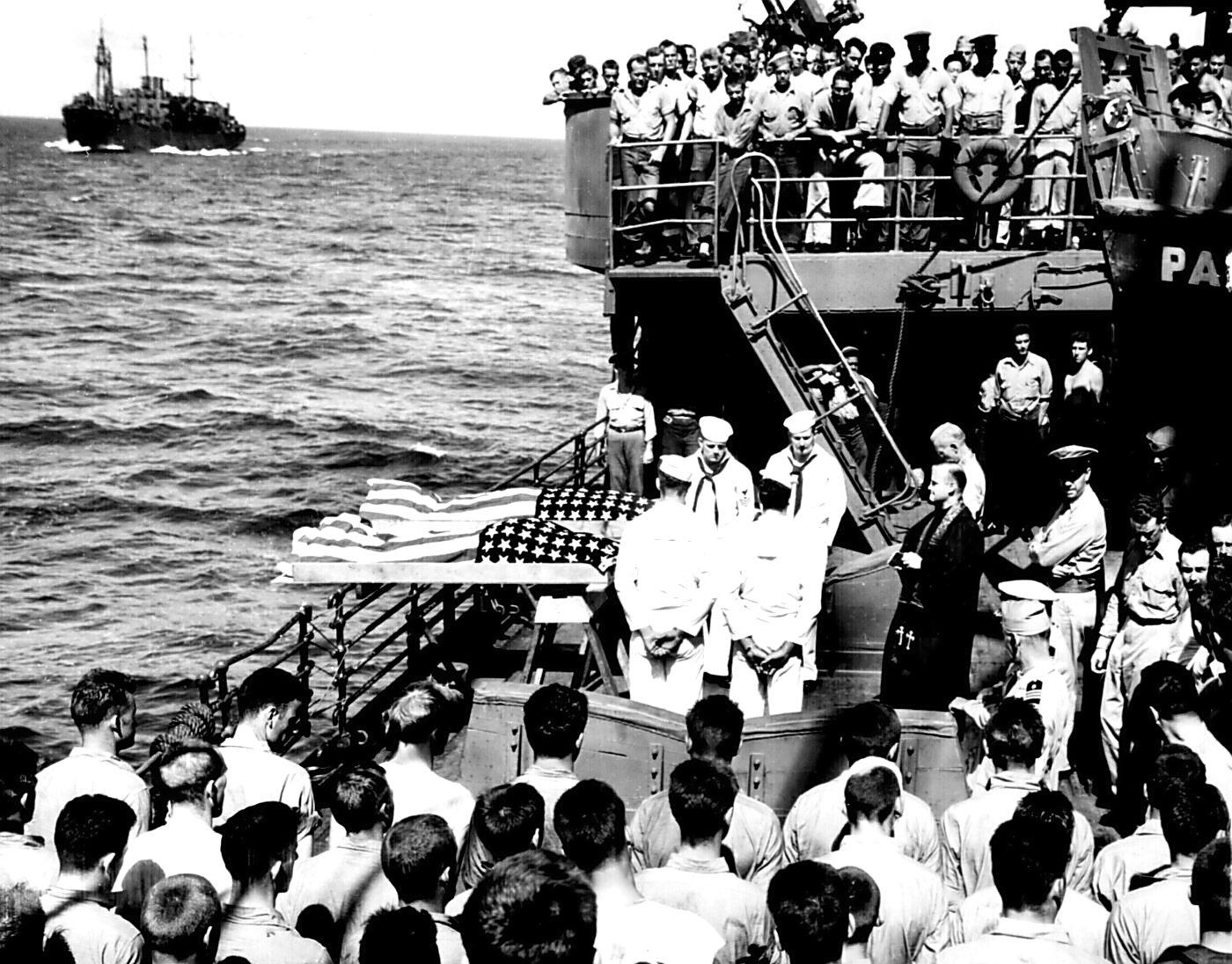
Морський похорон двох загиблих моряків з авіаносця «Лайском Бей»

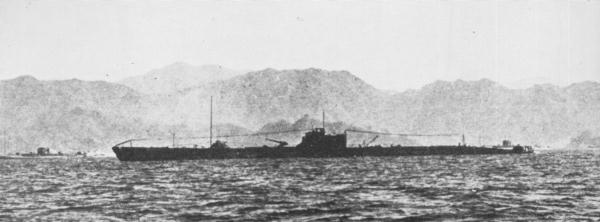
Японський підводний човен I-175, який потопив «Лайском Бей»

Авіаносець був закладений 9 грудня 1942 року на верфі Kaiser Shipyards у Ванкувері під ім'ям Ameer і початково призначався для передачі ВМС Великої Британії за програмою ленд-лізу, однак в процесі будівництва ВМС США було прийняте рішення про необхідність залучення до складу флоту всіх авіаносців, які будувались для ВМС Великої Британії. 28 червня 1943 року авіаносець отримав назву «Лайском Бей», 15 липня 1943 року йому був присвоєний бортовий номер CVE-56. 7 серпня 1943 року авіаносець вступив у стрій.

## Історія служби
Авіаносець «Лайском Бей» брав участь в десантній операції на Острови Гілберта (листопад 1943 року). 24 листопада 1943 року він був торпедований японським підводним човном I-175. Внаслідок вибуху танків з авіаційним бензином та боєприпасів затонув через 23 хв після атаки. Втрати екіпажу склали 644 чоловік.